# Mercury LN7
Mercury LN7 – samochód sportowy klasy kompaktowej produkowany pod amerykańską marką Mercury w latach 1981 – 1983. 

## Historia i opis modelu

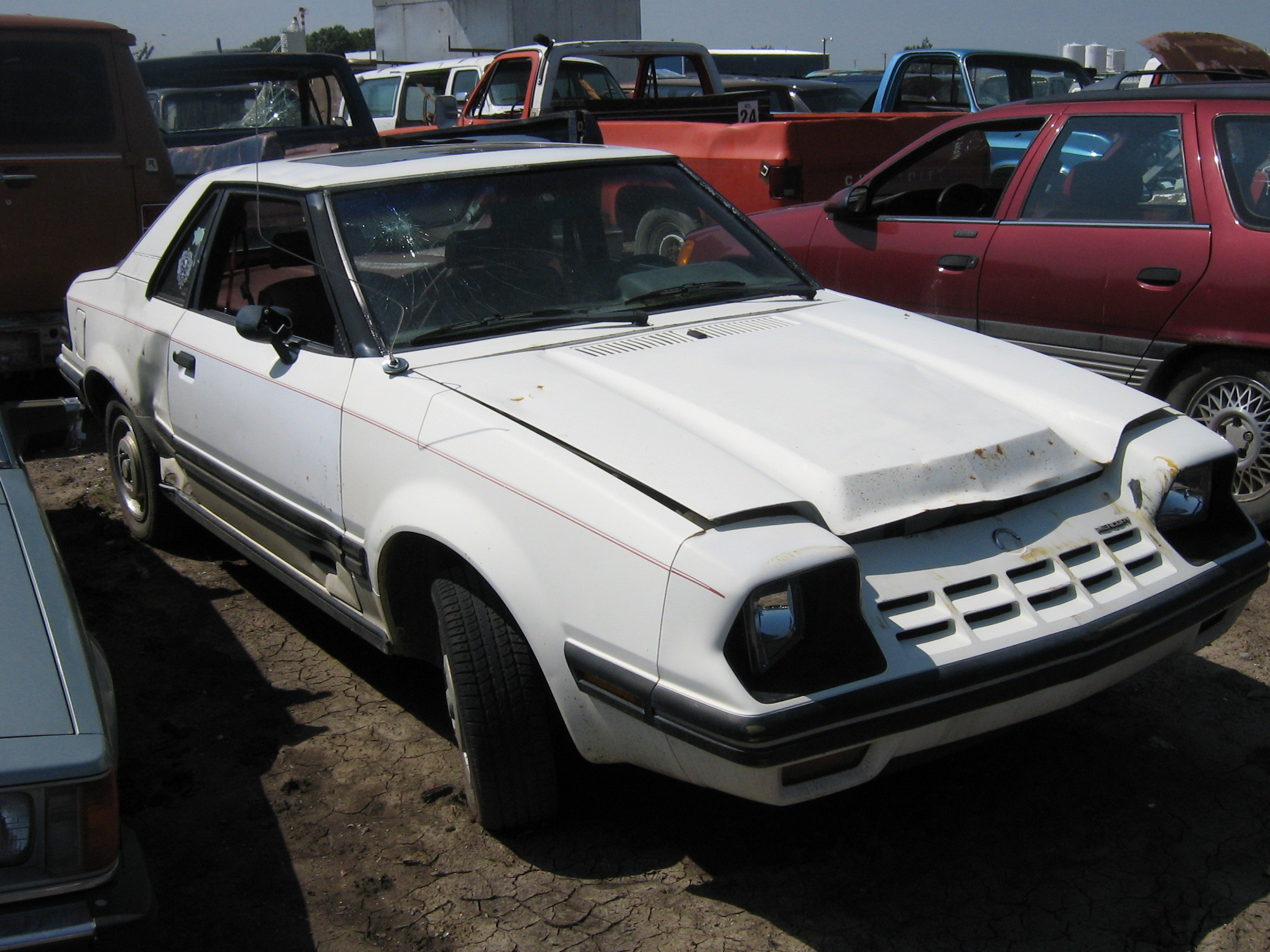
Mercury LN7

W 1981 koncern Ford opracował niewielkie, kompaktowe samochody sportowe, które oparł na platformie większych modeli Ford Tempo i Mercury Topaz. Efektem był Ford EXP oraz model LN7, który uzupełnił ofertę bratniego Mercury.
Razem z modelem Lynx, Mercury LN7 był najmniejszym modelem w ofercie marki charakteryzując się sylwetką łączącą kanty z zaokrągleniami. Z przodu wyróżniał się wypukłymi reflektorami i podłużną maską, z kolei tył charakteryzował się podłużnymi lampami.
Z powodu niewielkiej sprzedaży, produkcja Mercury LN7 zakończyła się zaledwie po 2 latach, w 1983 roku. Bliźniaczy Ford EXP produkowany był znacznie dłużej, powstając także pod postacią drugiej generacji.

### Silnik
- L4 1.6l CHV

### Dane techniczne
- R4 1,6 l (1598 cm³), 2 zawory na cylinder, SOHC
- Układ zasilania: gaźnik Holley
- Średnica cylindra × skok tłoka: 80,00 mm × 79,50 mm
- Stopień sprężania: 9,0:1
- Moc maksymalna: 81 KM (60 kW) przy 5400 obr./min
- Maksymalny moment obrotowy: 119 Nm przy 3000 obr./min